# Marcus Tanneberger
Marcus Tanneberger (* August 1987 in Berlin) ist ein deutscher Violinist.

## Werdegang
Im Alter von dreieinhalb Jahren begann Marcus Tanneberger auf Veranlassung seiner Eltern mit dem Geigenunterricht, im Alter von fünf Jahren bestritt er seinen ersten öffentlichen Auftritt. Beim Bundeswettbewerb Jugend musiziert, der unter der Schirmherrschaft des Bundespräsidenten und der Förderung durch das Bundesministerium für Familie, Senioren, Frauen und Jugend stattfindet, errang er in seiner Altersklasse zwei Mal die höchste Punktzahl, einmal im Alter von sechs und ein weiteres Mal im Alter von acht Jahren.
Ab September 1997 wurde Marcus Tanneberger von Professor Ana Chumachenco an der Hochschule für Musik und Theater München unterrichtet, wo er 1998 die Aufnahmeprüfung als Jungstudent bestand. Von 1997 bis 2001 war er Stipendiat der Karl-Böhm-Stiftung in München, die ihm eine Reihe von Konzerten im In- und Ausland ermöglichte.
Marcus Tanneberger ist Primarius beim Würzburger Appassionato Streichquartett, das mit Werken der Kammermusik auftritt. Das Streichquartett wurde 2007 an der Hochschule für Musik Würzburg gegründet. Parallel zu seiner Konzerttätigkeit hat er eine Piloten-Ausbildung bei der Lufthansa absolviert und im Herbst 2009 erfolgreich abgeschlossen.
Im Jahr 2010 erhielt er seine erste Anstellung bei der Lufthansa Tochter Germanwings als Erster Offizier auf dem Airbus A319. Nach 4 Jahren, im Jahr 2014, wechselte er zurück zur Lufthansa auf die Langstrecke und wird seither als Erster Offizier auf den Flugzeugmustern Airbus A340 und A330 weltweit eingesetzt.

## Repertoire
Das Repertoire des Geigers umfasst Sonaten von Ludwig van Beethoven, Johannes Brahms, Antonín Dvořák, Eduard Franck, Wolfgang Amadeus Mozart, Franz Schubert und Giuseppe Tartini sowie virtuose Stücke von Antonín Dvořák, Fritz Kreisler, Jules Massenet, Niccolò Paganini, Camille Saint-Saëns, Pablo de Sarasate und Bedřich Smetana sowie Violinkonzerte von Max Bruch,  Édouard Lalo, Felix Mendelssohn Bartholdy, Wolfgang Amadeus Mozart, Jean Sibelius, Henri Vieuxtemps und Henryk Wieniawski.

## Auftritte
Bei den Bachfestspielen im September 2003 in Weimar spielte Tanneberger mit Igor Oistrach und Andreas Lehmann das Tripelkonzert von Bach. Als Solist trat er unter anderen mit der Staatskapelle Weimar, dem Münchner Rundfunkorchester, dem Orchestre symphonique de Montréal, den Hofer Symphonikern, dem Jugendorchester Baden-Baden, dem RIAS Jugendorchester Berlin, dem Philharmonischen Orchester Bad Reichenhall, dem Sinfonieorchester der Hochschule für Musik Franz Liszt Weimar und dem Jugendsinfonieorchester München auf. Er spielte unter anderen mit George Alexander Albrecht, Howard Golden, Christoph Poppen, Markus Poschner, Tang Muhai und trat in Konzerten mit Milana Chernyavskaya, Veronika Eberle, Volker Hiemeyer, Dudana Mazmanishvili, Herbert Schuch und Yumiko Urabe auf.

## Violine
Seit März 2006 spielt Marcus eine Violine von Carlo Ferdinando Landolfi von ca. 1760/70, eine Leihgabe der Deutschen Stiftung Musikleben für seinen Erfolg beim 11. Wettbewerb des Deutschen Musikinstrumentenfonds in Hamburg.

## Auszeichnungen
- 1. Preis beim 3. Internationalen Louis-Spohr-Wettbewerb für junge Geiger in Weimar (2001)
- 3. Preis beim Internationalen Yehudi-Menuhin-Wettbewerb in Frankreich (2002)
- 4. Preis beim 5. Internationalen Violin-Wettbewerb Leopold Mozart in Augsburg (2003)[4]
- 3. Preis beim Concours Musical International de Montréal in Montréal, Québec, Canada (2006)
- 1. Preis beim Wettbewerb „Jugend musiziert“ auf Regionalebene
- 1. Preis beim Wettbewerb „Jugend musiziert“ – Landeswettbewerb Bayern, Sonderpreis Sparkasse Bayreuth, Sonderpreis Deutsche Stiftung Musikleben
- Preisträger des Alois-Kottmann-Preises in Frankfurt am Main/Hofheim am Taunus (2009)

## Video on Demand
- Haydn: Sonnenaufgang, Würzburger Appassionato Streichquartett mit Marcus Tanneberger (8:49 Min.)
- Haydn: Sonnenaufgang, Würzburger Appassionato Streichquartett mit Marcus Tanneberger (5:29 Min.)